# Thiodina crucifera
Thiodina crucifera là một loài nhện trong họ Salticidae.
Loài này thuộc chi Thiodina. Thiodina crucifera được Frederick Octavius Pickard-Cambridge miêu tả năm 1901.